# Остшиця (Західнопоморське воєводство)
Остшиця (пол. Ostrzyca, нім. Bernhagen) — село в Польщі, у гміні Новоґард Голеньовського повіту Західнопоморського воєводства. Населення — 335 осіб (2011).
У 1975—1998 роках село належало до Щецинського воєводства.

## Демографія
Демографічна структура станом на 31 березня 2011 року:
|          | Загалом | Допрацездатний вік | Працездатний вік | Постпрацездатний вік |
| -------- | ------- | ------------------ | ---------------- | -------------------- |
| Чоловіки | 157     | 38                 | 106              | 13                   |
| Жінки    | 178     | 39                 | 99               | 40                   |
| Разом    | 335     | 77                 | 205              | 53                   |